# MediaPortal
MediaPortal — медіа центр (HTPC) з відкритим початковим кодом, яка дозволяє дивитися відео, переглядати фотографії, слухати музику і багато іншого. Як Microsoft Windows-додаток, MediaPortal унікальний проект, так як більшість медіа центрів з відкритим початковим кодом засновані на Linux, такі як MythTV, Freevo, VDR (програма для записи з ТБ/DVB карт), GeeXboX, і т.п.
MediaPortal дозволяє комп'ютеру вирішувати різні орієнтовані на розваги завдання, такі як запис, виставлення на паузу і перемотування телевізійних трансляцій, на зразок DVR систем (таких як TiVo). Інша функціональність включає в себе перегляд відео, прослуховування музики з побудовою динамічних плей-листів на основі даних музичної соціальної мережі Last.fm, запуск ігор, запис радіо трансляцій та перегляд колекцій зображень. MediaPortal підтримує систему плагінів і схем оформлення, що дозволяє розширювати базову функціональність.

## Можливості
- DirectX GUI
- Апаратне прискорення відео
- VMR/EVR на Windows Vista/7
- ТВ/Радіо (DVB-S, DVB-S2, DVB-T, DVB-C, аналогового телебачення (Common Interface, DVB радіо, DVB EPG, телетекст, і т.д...)
- IPTV
- Запис, пауза і time shifting ТВ та радіопередач
- Музичний програвач
- Відео/DVD-плеєр
- Перегляд фото та зображень
- Internet Streams
- Integrated Weather Forecasts
- Вбудований RSS Reader
- Метадані з thetvdb.com та themoviedb.org
- Плагіни
- Оболонки

## Керування
MediaPortal-лом можна керувати за допомогою будь-якого пристрою, який підтримується операційною системою Windows.
- ПК Дистанційний пульт
- Клавіатура/Миш
- Геймпад
- Kinect
- Wii Remote
- Android/iOS/WebOS/телефони на базі Symbian S60